# Labotsibeni Mdluli
Labotsibeni Mdluli (auch: Gwamile, * um 1859; † 15. Dezember 1925) war die Königinmutter und Regentin von Swasiland, dem heutigen Eswatini. In der Jugend trug sie den Namen Luhlekweni.

## Leben

### Jugend
Luhlekweni Labotsibeni Mdluli wurde etwa 1858/59 im Norden von Swasiland geboren. Ihr Vater hieß Matsanjana Mdluli. Zur Zeit ihrer Geburt stand er im Krieg gegen die Tsibeni im Gebiet des heutigen Barberton – weshalb sie ihren Namen bekam. Nach dem Tod ihres Vaters zog sie mit ihrem Onkel Mvelase Mdluli zum Königshof nach Ludzidzini im Ezulwini-Tal, Zentral-Swasiland. Dort erhielt sie Einblicke in die Führung von Staatsgeschäften von der alten Königinmutter, Thandile Ndwandwe (Tsandzile, ‘LaZidze’), der Witwe von König Mswati II. und Mutter von Sobhuza I. Sie wurde eine der Frauen des jungen Königs (Ngwenyama/Ingwenyama) der Swasi, Dlamini IV. (Mbandzeni, c.1857–1889), bald nach dessen Regierungsantritt 1874. Die beiden bekamen vier überlebende Kinder, drei Söhne, Bhunu (Ngwane V., 1875–1899), Malunge (1880–1915) und Lomvazi (c.1885–1922), sowie die Tochter, Tongotongo (1879–1918).
Labotsibenis Ehemann, Mbandzeni (Dlamini IV.), war ein attraktiver Mann und grundsätzlich ein Herrscher mit tiefem Sinn für Fairness. Er war aber unfähig die Armee von Konzessions-Jägern aufzuhalten, die infolge des Goldrauschs der späten 1880er nach Barberton strömten. Zur Zeit seines Todes im Oktober 1889 hatte er zahlreiche überschneidende Landkonzessionen erteilt, sowie verschiedene Monopole, die jedoch alle miteinander konkurrierten. Unter anderem hatte er ein Recht ausgesprochen, dass den Halter ermächtigte, den königlichen Anteil einzuziehen (the king’s private revenue). Kritiker bemängeln, dass viele dieser Privilegien im Tausch für Greyhounds und Gin vergeben wurden, aber es wurden auch beträchtliche Summen gegeben, von denen ein großer Teil jedoch wieder in die Taschen korrupter weißer Berater floss, unter anderem in diejenigen des käuflichen Theophilus ‘Offy’ Shepstone, des ältesten Sohns von Sir Theophilus Shepstone. Diese Konzessions wurden zum Auslöser endloser Verhandlungen und mehrerer Untersuchungskommissionen in den folgenden zwanzig Jahren. Sie ermöglichten auch Großbritannien und der südafrikanischen Republik Transvaal sich in die Politik Swasilands einzumischen, unter dem Vorwand, die Ansprüche ihrer Bürger zu schützen. Die komplexen und lang-andauernden Verhandlungen spielten eine große Rolle dabei, dass Swasiland nicht komplett in die damaligen Nachbarstaaten Südafrikanische Republik, Transvaal, oder die Südafrikanische Union vereinnahmt wurde.

### Frühe Regierungszeit
Nach der Wahl ihres ältesten Sohnes, Bhunu, als Nachfolger seines Vaters 1889, wurde Labotsibeni die Ndlovukazi (Königinmutter = Regentin). Offensichtlich wurde Bhunu gerade deshalb ausgewählt, weil die alte Ndlovukazi, Tibati Nkambule, und die Mitglieder des Inneren Rates die Charakterstärke seiner Mutter schätzten. Es heißt, dass noch Mbandzeni selbst sie als Ndlovukazi vorgeschlagen habe. In den ersten Jahren der Herrschaft Bhunus war dieser noch minderjährig und Labotsibeni stand nur an zweiter Stelle neben Tibati, die als Regentin fungierte. Während Tibati im königlichen Hof Nkanini blieb, gründete Labotsibeni einen neuen Königssitz für ihren Sohn, einige Kilometer entfernt bei Zombodze. Es gab einige Spannungen zwischen den beiden Regentinnen, die bis zu Tibatis Tod im Oktober 1895 andauerten, aber schon um 1894 war Labotsibeni als die Stärkere der beiden siegreich aus dem Konflikt hervorgegangen. Sie spielte eine führende Rolle in der Opposition bei der dritten Swaziland Convention 1894, in der die Einrichtung eines Protektorates von Transvaal über Swasiland ab dem Februar 1895 beschlossen wurde. Dieses Arrangement ersetzte das Dreiparteien-System der Verwaltung durch Großbritannien, Transvaal und das Volk der Swasi selbst, welches 1890 eingeführt worden war. Damit gaben die Briten teilweise auch den Ansprüchen von Transvaal über Swasiland nach, auch wenn sie nicht erlauben wollten, dass Swasilands in Transvaal eingegliedert würde. In diesen Verhandlungen trat Labotsibeni als bemerkenswert intelligente, sprachfähige und scharfsinnige Sprecherin für das Volk der Swasi hervor. Sie dominierte die Debatte bei den Indabas (Stammeskonferenzen) und gewann die Diskussionen bei Treffen mit den Repräsentanten von Transvaal wie dem Vizepräsident, N. J. Smit und dem Commandant-General, Piet Joubert, wie auch gegenüber dem Special Commissioner der Republik in Swasiland, J. C. Krogh und den britischen Konsuln in Swasiland, James Stuart und später Jan Smuts.
Obwohl Bhunu im Februar 1895 als König (ngwenyama) mit dem Titel Ngwane V. eingesetzt worden war, behielt Labotsibeni beachtlich viel Autorität. Als Königinmutter hatte sie, entsprechend den Vorgaben der ungeschriebenen Verfassung des Landes, die Funktion einer zweiten Monarchin mit politischen Befugnissen, vergleichbar denen des Königs, und mit der übernatürlichen Macht, Regen zu machen. Ihre Position wurde durch das ehrlose Verhalten Bhunus gestärkt, der einen eigenen Stützpunkt in Mampondweni, in den Mdzimba-Bergen oberhalb von Zombodze, anlegte. Als er im April 1898 in den Mord an Labotsibenis einflussreichster Induna (Beraterin), Mbhabha Nsibandze, und zwei weiterer Indunas in Zombodze verwickelt wurde, wollte die Verwaltung von Transvaal ihn vor Gericht bringen. Zusammen mit seinem Bruder, Malunge, floh er über die Grenze in die britische Kolonie Natal. Er wurde vom British High Commissioner in Südafrika, Lord Milner, vor der Absetzung bewahrt, weil dieser eine Vorladung vor Gericht als „ultra vires“ (Außerhalb der Kompetenz) ansah. Bhunu kehrte daraufhin unter britischem Schutz nach Swasiland zurück und eine Untersuchungskommission setzte eine Geldbuße für ihn fest, für das Vergehen, in seinem Königreich ungehöriges Verhalten geduldet zu haben. Die Briten und die Regierung von Transvaal erließen dann gemeinsam ein Protokoll zur Verfassung von Swasiland, durch welches er vom Status als König zum Paramount Chief (Stammesführer) herabgestuft wurde und seine Kompetenzen für die Gerichtsbarkeit bei Kapitalverbrechen verlor.
Bei Ausbruch des Zweiten Burenkrieges im Oktober 1899 zogen sich der Special Commissioner von Transvaal, J. C. Krogh, und der britische Konsul, Johannes Smuts, aus Swasiland zurück. General Piet Joubert schrieb an Bhunu und gab ihm zu erkennen, dass die Südafrikanische Republik Swasiland bedingungslos in seine Hände übergab. Er nahm die volle Autorität in seinem Königreich wieder wahr, lebte aber nicht lange genug um unangefochtene Macht zu genießen: er starb bereits zwei Monate später in Zombodze am 10. Dezember. Labotsibeni wurde nun sowohl Regentin, als auch Königinmutter und regierte im Namen von Bhunus Sohn, Mona (auch: Nkhotfotjeni), der im Alter von sechs Monaten als Nachfolger gewählt wurde; er wurde daraufhin zunächst zum Paramount Chief ernannt und viel später als König Sobhuza II. eingesetzt. Weithin wird angenommen, dass Labotsibeni ihren zweiten Sohn, Malunge, als König bevorzugt hätte. Malunge war ein schöner, intelligenter, eloquenter, und fähiger junger Mann und seine Thronfolge hätte eine lange Phase der Herrschaft eines Minderjährigen vermieden, aber dieser Bruch mit den Traditionen der Swasi war unmöglich.
In den drei Jahren des Burenkriegs war Labotsibeni, mit Unterstützung eines Co-Regenten, Prinz Logcogco (einem Sohn von König Mswati II.), und ihres Rates, die letzte unabhängige Herrscherin in Afrika südlich des Sambesi. Während dieser Zeit erwarb sie Anerkennung als Monarchin der Swasi. Zwar war sie den Briten wohlgesinnt, bemühte sich jedoch, ihr Land neutral zu halten und unterhielt diplomatische Beziehungen mit den Militärs der Südafrikanischen Republik. Sie war auch weitgehend erfolgreich darin Swasiland aus dem Krieg herauszuhalten. Ausnahmen bildeten Thinthitha Dlaminis Angriff auf eine Truppe des Piet Retief Commando bei Hlatikhulu im Februar 1901 und General Tobias Smuts` Attacke auf eine kleine Einheit britischer irregulärer Truppen bei Steinacker's Horse bei Bremersdorp im Juli 1901. Labotsibeni hatte offenbar die Buren gerufen, um die Gruppe von Freebooters (Freibeutern) zu vertreiben und Prinz Mancibane zu befreien, einen Angehörigen der königlichen Familie, den die Briten unter dem Verdacht der Spionage festgesetzt hatten, aber sie bedauerte die Zerstörung, welche die Boers in der kleinen Stadt anrichteten.
Als der Krieg endete, wünschten sich Labotsibeni und das Council der Swasi ein britisches Protektorat und wurden enttäuscht durch Lord Milners erste Entscheidung, dass Swasiland durch Transvaal verwaltet werden solle. Labotsibeni und ihr Council protestierten heftig gegen die Bedingungen der Swasiland Order im Council von 1903 und gegen die Swaziland Administration Proclamation von 1904, welche die Regierung unter die Aufsicht eines Resident Commissioner stellte. Prinz Malunge führte eine Abordnung an, die Milners Nachfolger, Lord Selborne, 1905 in Pretoria aufsuchte um den Protest über diese und andere Themen auszusprechen. Selborne selbst machte im September 1906 einen Besuch in Swasiland. Zu diesem Anlass verkündete er, dass die Herrschaft in Swasiland aufgrund der bevorstehenden Wiederherstellung der Eigenregierung in Transvaal auf den High Commissioner übertragen werden solle. Dies war ein Erfolg von Labotsibenis Druck und der Gefahr eines neuen Aufstands der Zulu sowie der immer noch ungelösten Probleme mit den Land Concessions. Damit wurde Swasiland Territorium des Hochkommissars wie Bechuanaland und Basutoland, auch wenn es niemals formell zum britischen Protektorat erklärt wurde.

### Regentschaft unter den Briten
Labotsibeni und ihr Council protestierten genauso heftig gegen die Bedingungen der Landverteilung, die 1907 verkündet wurde, und in der Folge durch George Grey, den Bruder des Liberalen Kabinettministers Edward Grey, umgesetzt wurde. Dadurch wurde Swasiland zwischen dem Volk der Swasi, den weißen Konzessionären und der britischen Krone aufgeteilt. Robert Thorne Coryndon, der von Nordwest-Rhodesien als resident commissioner nach Swasiland versetzt wurde, versuchte einen harten Kurs mit Labotsibeni, Malunge, und der „the Zombodze faction“, wie er sie nannte. Er hatte damit jedoch keinen Erfolg und erhielt auch keine Unterstützung von seinen Vorgesetzten für den Plan, Labotsibeni abzusetzen und sie durch Mona, den jugendlichen Erben zu ersetzen. Nach einem Jahr im Amt beschrieb Coryndon Labotsibeni als eine „Frau von außerordentlichen diplomatischen Fähigkeiten und Charakterstärke, eine erfahrene und fähige Gegnerin, mit der die Verwaltung zeitweise nicht fertig werden konnte.“ Prinz Malunge war der Leiter einer Abordnung der Swasi nach London, die im Februar 1908 sogar mit dem Colonial Secretary, Lord Elgin, Gespräche führte. Sie erhielten allerdings nur wenig oder gar keine Wiedergutmachung für die Landansprüche, außer einigen bestrittenen und in der Folge entehrten Versprechungen, dass sie das Land der Krone zurückkaufen dürften. Drei Jahre nach der Rückkehr der Delegation wurden Labotsibeni und Malunge, mit der Zustimmung Coryndons, die Hauptdrahtzieher für einen National-Fonds zum Rückkauf von Land – ein Schachzug, der der Angelegenheit wohl ein wenig Bitterkeit nahm.
Die Gründung der Südafrikanischen Union 1910 und die Vision zur Eingliederung Swasilands in die Union, die in den Planungen, die an den Erlass angehängt waren, vorgezeichnet war, bewogen Labotsibeni und Malunge größeres Augenmerk auf die Geschicke Südafrikas zu legen, wo viele ihrer Untertanen lebten. Ein Ausspruch von Labotsibeni von 1914 wird überliefert, wo sie sagte, dass „Swasiland ohne Zweifel zu irgend einem zukünftigen Datum in die Union eintreten werde.“ Sie sympathisierte mit allen Bemühungen, die Bedingungen zu verbessern, unter denen die Eingeborenen der Union lebten, und deshalb wurde auch ihr Sohn Malunge Mitglied im Native Congress. Prinz Malunge nahm an der Konferenz teil, die vom South African Natives National Congress in Kimberley im Februar 1914 abgehalten wurde, um eine Antwort auf den Land Act zu formulieren. Er wurde dabei als einer der angesehensten Delegierten behandelt. Er und Labotsibeni standen zweien der hauptverantwortlichen Gründern des Congress nahe, den Anwälten Pixley Seme und Richard Msimang, und stellten auch den Großteil der Mittel, etwa £3000, die für die Gründung der offiziellen Zeitung, Abantu-Batho, 1912 nötig waren. Der erste Herausgeber, Cleopas Kunene, war Labotsibenis Übersetzer und Sekretär gewesen. Malunges plötzlicher Tod im Januar 1915 war ein großer Schlag für seine Mutter und die Swasi insgesamt und wurde von allen Schwarzen in Südafrika als Verlust betrauert.
Labotsibenis letzter bedeutender Beitrag als Regentin war die Durchsetzung gegen einige Widerstände, dass Mona, der Thronerbe, die bestmögliche Ausbildung erhielt, die damals für einen Schwarzen in Südafrika erhältlich war. Nach der grundlegenden Schulbildung an der Swazi National School in Zombodze wurde er 1916 nach Lovedale gesandt, an eine private Schule, die von der United Free Church of Scotland in Alice in der Kapregion geführt wurde. Diese Schule besuchte er drei Jahre lang. 1919 entschied sie, dass er von der Schule genommen würde und auf seine Einsetzung als König vorbereitet werden solle. Sie übertrug ihm die Macht in Anwesenheit des Resident Commissioners, Sir de Symons Montagu George Honey, in einer Zeremonie am 22. Dezember 1921. In einer berührenden Ansprache, die für sie von ihrem Sekretär, Josiah Vilakazi, verlesen und übersetzt wurde, sagte sie:

„Dies ist der Tag, den ich immer ersehnt habe. Er ist nun angebrochen, wie ein Traum der wahr geworden ist. König Mbandzeni starb im Oktober 1889 ... Seit dieser Zeit war mein Leben belastet durch schreckliche Verantwortung und Sorge. Es war ein Leben voller tiefster Emotionen, die eine Frau jemals haben kann.“

## Lebensabend
Labotsibeni starb nach einer langen Krankheit in Zombodze am 15. Dezember 1925 und wurde dort begraben. In einer Traueranzeige bemerkte The Times, dass sie „zwei Generationen lang die bekannteste eingeborene Frau in Südafrika war“. T. D. Mweli Skotas African Yearly Register schreibt, dass „sie eine wundervolle Frau war, eine gute, weise und Taktvolle Herrscherin und anerkannt von allen Repräsentanten des Britischen Throns als eine der cleversten Herrscher in Afrika“.

## Ehrungen
2006 erschien in Swasiland eine Briefmarke mit ihrem Porträt und den Lebensdaten.